# Louis IV du Palatinat
Pour les articles homonymes, voir Louis IV.
Louis IV du Palatinat dit le Doux en allemand der Sanftmütige (né à Heidelberg le 1er janvier 1424  et mort à Worms le 13 août 1449) fut un électeur palatin du Rhin de la maison de Wittelsbach de 1436 à 1449.

## Biographie
Louis IV est le fils de Louis III du Palatinat et de sa seconde épouse Matilde de Savoie (morte en 1438) fille de 
d'Amédée de Piémont.Sa mère issue d'une lignée cadette de la maison de Savoie est une descendante à la 4e génération de Thomas III de Piémont le fils ainé du comte Thomas II de Savoie.
À la mort de son père Louis III en 1436 jusqu'en 1445, Louis IV règne sous la régence de son oncle, 
Othon de Bavière (mort en 1461), comte palatin de Mosbach. À la mort du comte Jean V de Sponheim-Starkenburg 
en 1437, un cinquième du comté de Sponheim est annexé par le Palatinat conformément à 
l'accord de 1425 conclut avec Étienne de Bavière. L'électeur Louis IV acquiert également le comté de Löwenstein en 1441. En 1444 c'est comme  capitaine du Saint-Empire qu'il repousse une attaque des Écorcheurs.
Le 18 octobre 1445 il épouse à Heidelberg, Marguerite de Savoie, veuve de Louis III d'Anjou roi titulaire Naples et fille du duc Amédée VIII de Savoie qui lui donne un fils unique:
- Philippe Ier du Palatinat.

Louis IV meurt à 25 ans en 1449, à Worms, son fils n'étant âgé que d'un an, il a comme successeur dans le Palatinat son frère Frédéric Ier. Louis IV est inhumé dans l'église du Saint-Esprit de Heidelberg et sa veuve se remarie le 9 juillet 1453 à Stuttgart  avec Ulrich V de Wurtemberg.